# Silvio Orlando
Silvio Orlando (nascut el 30 de juny de 1957 a Nàpols, Itàlia), és un actor de cinema i televisió.
També ha fet de director de teatre de dues obres escrites per Peppino de Filippo: Don Rafaelo 'o trumbone and Cupido scherza e spazza. El 2008 va ser protagonista de l'obra de Roberto Paci Dalò's, L'assedio delle ceneri.
Ha treballat amb nombrosos directors destacats d'Itàlia com Nanni Moretti, Daniele Luchetti, Carlo Mazzacurati o Gabriele Salvatores.

## Filmografia
| - Kamikazen ultima notte a Milano, direcció de Gabriele Salvatores (1987) - Palombella rossa, direcció de Nanni Moretti (1989) - La settimana della sfinge, direcció de Daniele Luchetti (1990) - Matilda, direcció de Antonietta De Lillo e Giorgio Magliulo (1990) - Il portaborse, direcció de Daniele Luchetti (1991) - Il richiamo della notte, direcció de Carlo Mazzacurati (1992) - Un'altra vita, direcció de Carlo Mazzacurati (1992) - Arriva la bufera, direcció de Daniele Luchetti (1993) - Sud, direcció de Gabriele Salvatores (1993) - Il cielo è sempre più blu, direcció de Antonello Grimaldi (1995) - La scuola, direcció de Daniele Luchetti (1995) - Ferie d'agosto, direcció de Paolo Virzì (1996) - Intolerance, episodi "Arrivano i sandali", direcció de Daniele Cini (1996) - I magi randagi, direcció de Sergio Citti (1996) - Vesna va veloce, direcció de Carlo Mazzacurati (1996) - La mia generazione, direcció de Wilma Labate (1996) - Nirvana, direcció de Gabriele Salvatores (1997) - Auguri professore, direcció de Riccardo Milani (1997) - Aprile, direcció de Nanni Moretti (1998) | - Polvere di Napoli, direcció d'Antonio Capuano (1998) - Figli di Annibale, direcció de Davide Ferrario (1998) - Fuori dal mondo, direcció de Giuseppe Piccioni (1999) - Preferisco il rumore del mare, direcció de Mimmo Calopresti (2000) - La stanza del figlio, direcció de Nanni Moretti (2001) - Luce dei miei occhi, direcció de Giuseppe Piccioni (2001) - Il bacio dell'orso, direcció de Serguei Bodrov (2002) - El Alamein, direcció de Enzo Monteleone (2002) - Il consiglio d'Egitto, direcció de Emidio Greco (2003) - Il posto dell'anima, direcció de Riccardo Milani (2003) - Opopomoz, només vou, direcció de Enzo D'Alò (2003) - Dopo mezzanotte, narrador, direcció de Davide Ferrario (2004) - Il caimano, direcció de Nanni Moretti (2006) - Caos tranquil, direcció d'Antonello Grimaldi (2008) - Il papà di Giovanna, direcció de Pupi Avati (2008) - La fabbrica dei tedeschi, direcció de Mimmo Calopresti (2008) - Ex, direcció de Fausto Brizzi (2009) - Il grande sogno, direcció de Michele Placido (2009) - Genitori & figli - Agitare bene prima dell'uso, direcció de Giovanni Veronesi (2010) - La passione, direcció de Carlo Mazzacurati (2010) |

## Premis
- David di Donatello al millor actor secundari, 1998[1]
- David di Donatello al millor actor, 2006[1]
- Copa Volpi per la millor interpretació masculina en el Festival de Cinema de Venècia, 2008.[2]